# Шазагай
Шазагай (рос. Шазагай) — село Кяхтинського району, Бурятії Росії. Входить до складу Тамірського сільського поселення.
Населення — 163 особи (2010 рік).